# Isole di Brounov
Le isole di Brounov (in russo Острова Броунова, ostrova Brounova) sono un gruppo di 3 piccole isole russe che fanno parte dell'arcipelago della Terra di Francesco Giuseppe, nell'Oceano Artico.
Le isole si trovano a meno di 1 km a nord dell'isola di Hall; 8 km a nord-ovest di esse si trova l'isola di Hayes; hanno una forma stretta e allungata e sono lunghe non più di 500 m, distano l'una dall'altra circa 800 m; sono in gran parte coperte dal ghiaccio.
Sono state così chiamate in onore del meteorologo russo Petr Ivanovič Brounov (1852-1927, Петр Иванович Броунов).